# Tetraphidaceae
Die Tetraphidaceae sind eine Familie der Moose, deren systematische Stellung lange unklar war. Heute werden sie als eigene Klasse Tetraphidopsida in der Unterabteilung Bryophytina geführt. Die Arten haben eine holarktische Verbreitung.

## Merkmale
Es handelt sich um kleine akrokarpe Laubmoose. 
Der Gametophyt ist sehr ähnlich dem der Bryidae. Die Pflanzen sind klein bis winzig. Die Blättchen sind breit oval, mit oder ohne Rippe und ihre Laminazellen sind rundlich sechseckig. Das Stämmchen weist unten dreizeilige, weiter oben fünfzeilige Beblätterung auf. Tetraphis besitzt einen Zentralstrang, Tetrodontium nicht. Das Protonema bildet im Gegensatz zu allen anderen Laubmoosen kleine, keulenförmige Brutorgane, die der vegetativen Vermehrung dienen.
Der Sporophyt besteht aus einer Seta mit einem kurzzylindrischen, aufrechten und symmetrischen Sporogon. Tetrodontium besitzt Spaltöffnungen, Tetraphis nicht. Der Deckel ist kegelig und öffnet sich ohne Anulus. Das Peristom besteht aus nur vier Zähnen, worauf sich auch beide Gattungsnamen beziehen. Die Zähne bestehen aus einer dreischichtigen Lage von zahlreichen Zellen. Die das Peristom bildende Schicht bleibt mit der Columella verbunden. 
Die Chromosomenzahl beträgt n=7.

## Systematik
Das ungewöhnliche Peristom und die sehr ursprüngliche Chromosomenzahl sind die Gründe, dass die Familie heute in eine eigene Klasse innerhalb der Bryophytina gestellt wird. Die Familie enthält nur zwei Gattungen:
- Tetraphis mit nur zwei Arten
  - Georgsmoos (Tetraphis pellucida) in Europa
- Vierzahnmoose (Tetrodontium) mit nur drei Arten, alle auch in Europa. Die Pflanzen werden nur einen Millimeter hoch. Das Protonema ist ausdauernd, sodass die eigentlich Pflanze auf wenige Blätter reduziert ist.